# Arbete & fritid
Arbete & fritid, ibland även Arbete och fritid och Arbeteåfritid, var en svensk musikgrupp som brukar räknas till proggrörelsen.

## Biografi
Arbete & fritid bildades 1969 ur jazzbandet Roland Keijser Quartet, som dessförinnan varit verksamt sedan 1966. Namnet kom gruppens trumpetare Torsten Eckerman på. Han menade att namnet var ett "som täcker det mesta".
Gruppen debuterade 1970 med det självbetitlade albumet Arbete & fritid. Gruppens sättning var vid denna tidpunkt Bengt Berger (trummor, slagverk), Torsten Eckerman (trumpet, piano, tamburin), Ove Karlsson (cello, bas, gitarr, orgel), Roland Keijser (saxofon, klarinett, flöjt, orgel) och Kjell Westling (fiol, saxofon, flöjt, gitarr, piano). Skivan utgavs på Sonet Records, vilket även uppföljaren Arbete & fritids andra LP (1971) gjorde. Den sistnämnda finns med i boken Tusen svenska klassiker (2009).
Efter de två första skivorna lämnade Berger och Westling bandet och ersattes av Bosse Skoglund och Tord Bengtsson. I samma veva bytte de skivbolag till MNW och spelade in Slottsbergets hambo å andra valser 1972 tillsammans med vismakaren Rolf Lundqvist. Samma år utkom även liveskivan Club Jazz 6, dock på skivbolaget SR Records.
Åren 1973 och 1974 var gruppens storhetstid. De gjorde landsomfattande turnéer, gav ut LP:n Arbete & fritid (MNW 39P) och fick kritikerrosade recensioner.
Gruppen fortsatte att ge ut skivor. 1975 utkom live-LP:n Ur spår!, följd av Käringtand (1976, tillsammans med Margareta Söderberg), Se upp för livet (1977), Sen dansar vi ut (1977) och Håll andan (1979).
Arbete & fritid splittrades 1981 och hade då hunnit med att göra över 1 000 konserter. 1991 utgavs samlingsalbumet 1969–1979.

## Stil
Gruppen hade sina rötter i jazzen, men blandade denna genre med rock samt österländsk och svensk folkmusik. I boken Tusen svenska klassiker menar författarna att gruppen spelade världsmusik "innan termen knappt användes".
Gruppens musik kännetecknas även av långa improvisationer, kollektivt konstruerade samt präglade av oförutsägbarhet. Gruppen spelade inte låtar utan "block", som kunde pågå i över en timme. En stor inspirationskälla var den amerikanska minimalistkompositören Terry Riley.

## Diskografi
Studioalbum
- 1970 – Arbete & fritid (LP, Sonet SLP 2513)
- 1971 – Arbete & fritids andra LP (LP, Sonet SLP 2526)
- 1972 – Slottsbergets hambo å andra valser (LP, MNW 26P)
- 1973 – Arbete & fritid (LP, MNW 39P)
- 1976 – Käringtand (LP med Margareta Söderberg och Pojkarna på Storholmen, YTF-50130)
- 1977 – Se upp för livet (dubbel-LP, MNW 75P)
- 1977 – Sen dansar vi ut (dubbel-LP, Hurv KLP3)
- 1979 – Håll andan (LP, MNW 92P)

Livealbum
- 1972 – Club Jazz 6 (LP med Kustbandet, Sveriges Radio RELP 1149)
- 1975 – Ur spår! (LP, MNW 05F)

Samlingsalbum
- 1991 – 1969-1979 (CD, MNWCD 224)

### Fotnoter
1. ↑  ”Arbete & fritid”. Progg.se. Arkiverad från originalet den 15 maj 2012. https://web.archive.org/web/20120515045724/http://www.progg.se/band.asp?ID=11. Läst 5 september 2012.
2. 1 2 3 4 5  Gradvall et al (2009), #301
3. ↑  ”Arbete & fritid”. Progg.se. Arkiverad från originalet den 20 augusti 2010. https://web.archive.org/web/20100820065626/http://www.progg.se/band.asp?ID=11&skiva=66. Läst 5 september 2012.
4. ↑  ”Slottsbergets hambo å andra valser”. Progg.se. Arkiverad från originalet den 18 augusti 2010. https://web.archive.org/web/20100818030114/http://www.progg.se/band.asp?ID=11&skiva=68. Läst 5 september 2012.
5. ↑  ”Club Jazz 6”. Progg.se. Arkiverad från originalet den 21 augusti 2010. https://web.archive.org/web/20100821131451/http://www.progg.se/band.asp?ID=11&skiva=1285. Läst 5 september 2012.
6. ↑  MNW – Arbete och Fritid Arkiverad 28 juli 2016 hämtat från the Wayback Machine.
7. ↑  ”Arbete & fritid”. Discogs.com. http://www.discogs.com/artist/Arbete+Och+Fritid?anv=Arbete+%26+Fritid. Läst 5 september 2012.
8. ↑  ”1969–1979”. Discogs.com. http://www.discogs.com/Arbete-Fritid-1969-1979/release/2698674. Läst 5 september 2012.